# Uttran
Uttran är ett område i Botkyrka kommun, beläget i Grödinge socken mot gränsen till Salems kommun, vid sjön Uttrans östra del, Utterkalven. Numera anses Uttran i befolkningsstatistiskt hänseende vara sammanvuxet med och en del av tätorten Tumba.

## Historia
Vid sjön Uttran anlades i början av 1900-talet två sanatorieanläggningar, Söderby sjukhus och Uttrans sjukhus. För att betjäna dessa inrättades en hållplats för lokaltåg, Uttrans järnvägsstation (som sedan drogs in i början av 1970-talet). Söderby sjukhus är nedlagt och viss bostadsbebyggelse har uppförts. Uttrans sjukhus nyttjas av olika vårdhem.
Uttran tillhörde tidigare Grödinge kommun, som den 1 januari 1971 genom sammanläggning blev en del av Botkyrka kommun.

## Bebyggelse
Uttran är till största delen ett villasamhälle i ett kuperat landskap med flera bäckraviner, vid sjön Uttrans sydöstra sida. I väster fortsätter bebyggelsen ut mot Ensta. I söder och sydväst ligger Vinterskogens naturreservat, och i sydost vidtar Broängen. I nordost ligger flerfamiljshusområdet Segersjö. I norr, på andra sidan sjön, ligger järnvägen med Uttrans station och Uttrans sjukhus.

### Uttrans station
Av den gamla stationen återstår i dag inte mycket. Plattformen revs på 1970-talet men en gångtunnel under spåren finns fortfarande kvar. Stickspåret till grustaget revs på 1980-talet. I anslutning till den före detta stationen finns en pizzeria, en asiatisk restaurang och en busshållplats. Två av de gamla stationsbyggnaderna i trä nyttjas som bostäder.